# Diplazon implanus
Diplazon implanus là một loài tò vò trong họ Ichneumonidae.